# アジア太平洋自由貿易圏
アジア太平洋自由貿易圏（アジアたいへいようじゆうぼうえきけん、英:Free Trade Area of the Asia-Pacific、略称:FTAAP（エフタープ））とは、アジア太平洋ワイド（APEC地域）の自由貿易圏を指す用語。

## 概要
アジア太平洋自由貿易圏(FTAAP)は、アジア太平洋地域において、関税や貿易を制限する措置を取り除くことで、経済上、幅広い分野での連携の強化を目指す構想。APECは、貿易投資自由化の長期的な目標として、1994年のインドネシアAPEC首脳会議で合意された「ボゴール目標」を掲げている。ボゴール目標は、2020年までに、APECの地域経済を全て統合させることとしている。これは、2010年のAPEC首脳宣言で再確認されたが、これはWTOのドーハ・ラウンド交渉が難航しているという要因がある。
2006年のAPEC首脳会議において、「FTAAP構想に関する研究」を開始することが合意された。
この会議で「アメリカが、FTAAP構想を最も積極的に支持した」と言われている。「東アジアで経済統合の動きが加速し続ければ、アメリカの排除された大経済圏が構築される」ことへの懸念が、アメリカにあったとする見方がある。
ただ、FTAAPは、「貿易摩擦の激しいアメリカと中国がFTAを結ぶこと」であり、容易なことでは無い。その為、実際の交渉が開始される見込みは、2007年時点では無かった。
その後の経緯も、FTAAPの枠組みで実際の交渉は行われることはなく、アメリカ主導で開始された環太平洋パートナーシップ協定とASEAN+日、中、韓、インド、オーストラリア、ニュージーランドで交渉されたRCEPの二つの脇組で交渉がされていくことになった。

## 経緯
- 2006年 - APECビジネス諮問委員会（ABAC）が長期的展望としてFTAAP構想を提案[5]。
- 2010年10月8日-日本の菅直人首相は、TPP交渉への参加を検討し、アジア太平洋自由貿易圏の構築を視野に入れ、APEC首脳会議までに、経済連携の基本方針を決定する旨指示[6][7]。
- 2010年10月13日～14日-APEC首脳会議の首脳宣言において、FTAAPは「APECの地域経済統合の課題を進展させるための主要な手段」と位置付けられた。また、「ASEAN+3、ASEAN+6及び環太平洋パートナーシップ(TPP)協定といった、現在進行している地域的な取り組みを基礎として更に発展させることにより、包括的な自由貿易協定として追求されるべきである」とされた[3]。
- 2014年5月18日 -アジア太平洋経済協力会議（ＡＰＥＣ）貿易相会合において、「アジア太平洋自由貿易圏（ＦＴＡＡＰ）」実現に向けた工程表を、年内に作成することが閣僚声明に盛り込まれた。この会合には、21カ国が参加した。日本は、ＦＴＡＡＰを長期的な目標と捉え、ＴＰＰの早期妥結を目指している。しかし、ＡＳＥＡＮは、「ＲＣＥＰを、ＦＴＡＡＰのベースにしたい」考えである[8]。ニュージーランドのグローサー貿易相は「我々はTPPのカゴにすべての卵を入れてはいないのです」と語った[9]。
- 2014年11月11日 - APEC首脳会議は年内に作成するとしていた工程表である「北京ロードマップ」[10]を採択した。